# سیارک ۲۰۴۰۵
سیارک ۲۰۴۰۵ (به انگلیسی: 20405 Barryburke، نامگذاری:1998QP6) بیست هزار و چهارصد و پنجمین سیارک کشف شده‌است که در ۲۴ اوت ۱۹۹۸ کشف شد.
قدر مطلق سیارک برابر ۱۵.۵ است.